# 5820 Бабельсберґ
5820 Бабельсберґ (5820 Babelsberg) — астероїд головного поясу, відкритий 23 жовтня 1989 року.
Тіссеранів параметр щодо Юпітера — 3,484.